# Csorba Tibor
Csorba Tibor, Szakácsi (Szepesváralja, 1906. március 15. – Budapest, 1985. szeptember 5.) bölcsészdoktor, író, műfordító, filológus, festőművész.

## Élete
A felvidéki Lőcsén, majd a fővárosban járt gimnáziumba. 1925-ben a Képzőművészeti Főiskolán kezdte művészeti tanulmányait. A Szegedi Polgári Tanárképző Főiskola után a varsói Rajztanárképző Főiskolán, a Varsói Egyetemen is tanult kézimunkát és rajzot. 1930 és 1934 között a kiskunhalasi gimnáziumban rajz és kézimunka tanár volt. Itteni élményeiből született a Beszél a tanya (1934), A halasi csipke múltja - jövője (1934), Az utolsó lőcsei diák (1936); Polgáristák (1936) művei. 1936-tól a Varsói Egyetem nyelvi lektora lett. Lengyelországban telepedett le. Több ízben járt Angliában, Franciaországban. A Magyarok Világszövetségének aktív tagja volt.

## Festői munkássága
Mint festő elsősorban erdélyi, magyar és lengyel tájakat, párizsi város- és utcaképeket örökített meg akvarelljein. Grafikáiban elvontabb, szerkezetesebb kifejezésmóddal is próbálkozott. Jelentősebb egyéni kiállításait Washingtonban (1960), New York-ban (1961), Varsóban (1965), Szombathelyen (1965), Veszprémben (1966), és Budapesten (1987) rendezték meg. Mint publicista, fordító és szótárszerkesztő sokat tett a magyar-lengyel kapcsolatok ápolásáért. Festményei egy részét, mintegy 150 darabot, Kiskunhalasra hagyományozta. Ott a Halas Galéria gyűjteménye őrzi.

## Írásai
- Beszél a tanya (1934)
- A halasi csipke múltja - jövője (1934)
- Az utolsó lőcsei diák (1936)
- Polgáristák (1936)
- A lengyel kézimunkatanárképző és kézimunkaoktatás (1937)
- A mai lengyel iskolák (1937)
- Marjan Zdziechowski, 1861-1938 (1938)
- Uczmy się po Węgiersku (1940)
- Hungarica a magyar végvárak lengyel poétájának költészetében (1942)
- Czahrowski Ádám XVI. századi lengyel katonaköltő Magyarországon (1942)
- Turcica, a magyar végvárak lengyel poétájának költészetében (1942)
- A humanista Báthory István (1944)
- Janus Pannonius - Csezmicei János, 1434-1472 (1958)
- Lengyel-magyar szótár (1958)
- Ośrodki dokumentacji i źródla informacji naukowej na Węgrzech (1967)

## Emlékezete
- Kiskunhalas város díszpolgára (1985)